# Gregorio (generale bizantino)
Gregorio (VI secolo – VII secolo) è stato un generale bizantino, zio dell'Imperatore bizantino Eraclio.

## Biografia
Vissuto nel tardo VI secolo-inizi VII secolo, era fratello dell'esarca d'Africa Eraclio il Vecchio, padre del generale bizantino Niceta e zio del futuro imperatore Eraclio I.
Era un magister militum in Africa sottoposto all'esarca Eraclio il Vecchio, suo fratello. Era inoltre un membro anziano e importante del senato bizantino. Deteneva inoltre il rango di patricius.
Nel 608, su richiesta del generale e genero dell'Imperatore Foca, Prisco (chiamato erroneamente da alcune fonti "Crispo"), i cui rapporti con l'Imperatore si erano deteriorati, l'esarca Eraclio il Vecchio si rivoltò a Foca e anche suo fratello Gregorio aderì alla rivolta. Il figlio di Gregorio, Niceta, fu messo a capo di un esercito per impadronirsi dell'Egitto mentre il nipote Eraclio fu messo al comando della flotta imperiale africana che si diresse verso Costantinopoli, occupandola e rovesciando Foca, che venne giustiziato. Il 7 ottobre 610 suo nipote Eraclio venne incoronato imperatore.
Di Gregorio, a parte gli avvenimenti relativi alla rivolta, non si sa altro.